# Bac Ninh
Bac Ninh (en vietnamita: Bắc Ninh, literalment "el nord de la serenitat") és una província del Vietnam, situada al Delta del Riu Vermell (Đồng Bằng Sông Hồng) de la part nord del país.